# Lyngs Kirke
Lyngs Kirke ligger i landsbyen Lyngs, nær Skibsted Fjord.
Kirken blev opført af kvadersten omkring 1200 og er en såkaldt kullet kirke, dvs. en kirke uden tårn. I stedet hænger kirkeklokken fra 1300-tallet i en klokkestabel, der læner sig op ad korets østgavl. Fugerne mellem kvadrene er trukket op med bemaling, hvilket giver kirken et karakteristisk udseende. Taget er af støbte blyplader. Våbenhuset stammer fra 1917 og er af røde mursten og forsynet med tegltag.
Inde i kirken, til venstre for korbuen, hænger et stort krucifiks fra 1400-tallet. Prædikestolen er fra ca. 1600 og har felter med malerier af de fire evangelister. Døbefonten er en såkaldt Thybo-font, og det tilhørende dåbsfad stammer fra Nürnberg. Altertavlen kan dateres til ca. 1600, men dens malede felter er fra 1893. Tavlen blev restaureret i 1719 og forsynet med rimede vers af Anders Gundahl.